# رحلة سلام الترجمان
سلام الترجمان رحال عربي مسلم من مدينة سامراء العراق، الذي اشتهرت رحلته إلى الأصقاع الشمالية من قارة آسيا بحثًا عن سد ذي القرنين كانت مدة الرحلة 28 شهرًا.

## رحلة سلام الترجمان
بدأت قصة الرحلة عندما رأى الخليفة العباسي الواثق باللّه (227-232هـ/841-846م) في المنام حلمًا تراءى له فيه أن السد الذي بناه ذو القرنين ليحول دون تسرب يأجوج ومأجوج، قد انفتح، فأفزعه ذلك، فكلف سلام الترجمان بالقيام برحلة ليستكشف له مكان سد ذي القرنين.
يروي الإدريسي في كتابه (نزهة المشتاق في اختراق الآفاق)، وابن خرداذبة في كتابه (المسالك والممالك) قصة هذه الرحلة على النحو التالي:"إن الواثق باللّه لما رأى في المنام أن السد الذي بناه ذو القرنين بيننا وبين يأجوج ومأجوج مفتوحًا، أحضر سلامًا الترجمان الذي كان يتكلم ثلاثين لسانًا، وقال له اذهب وانظر إلى هذا السد وجئني بخبره وحاله، وما هو عليه، ثم أمر له بأصحاب يسيرون معه وعددهم 60 رجلًا ووصله بخمسة آلاف دينار وأعطاه ديته عشرة آلاف درهم، وأمر لكل واحد من أصحابه بخمسين ألف درهم ومؤونة سنة ومئة بغل تحمل الماء والزاد، وأمر للرجال باللبابيد وهي أكسية من صوف وشعر.وحمل سلام رسالة من الخليفة إلى إسحاق بن إسماعيل صاحب أرمينية بتفليس، وكتب صاحب أرمينية توصية لهم إلى صاحب السرير، وذلك كتب لهم إلى صاحب اللان، وهكذا إلى فيلا شاه وطرخان ملك الخزر، الذي وجه معهم خمسة أدلاء ساروا معهم 25 يومًا حتى انتهوا إلى أرض سوداء منتنة الرائحة، "فسرنا فيها عشرة أيام، ثم وصلنا إلى مدن خراب فسرنا فيها عشرين يومًا وسألنا عن خبرها فقيل لنا هي المدن التي خربها يأجوج ومأجوج، ثم سرنا إلى حصون بالقرب من الجبل الذي في شعبة منه السد، وفي تلك الحصون قوم يتكلمون العربية والفارسية، مسلمون يقرؤون القرآن ولهم كتاتيب ومساجد، وبين كل حصن وآخر فرسخان، ثم سرنا إلى مدينة يقال لها (إيكة) لها أبواب من حديد وفيها مزارع وهي التي كان ينزلها ذو القرنين بعسكره، بينها وبين السد مسيرة ثلاثة أيام، ثم سرنا إلى جبل عال، عليه حصن، والسد الذي بناه ذو القرنين هو فج بين جبلين عرضه 200 ذراع، وهو الطريق الذي يخرجون منه، فيتفرقون في الأرض، فحفر أساسه 30 ذراعًا وبناه بالحديد والنحاس، ثم رفع عضادتين مما يلي الجبل من جنبتي الفج عرض كل منهما 25 ذراعًا في سمك 50 ذراعًا، وكله بناء بلبن مغيّب في نحاس، 4
وعلى العضادتين عتبة عليا من حديد طولها 120 ذراعًا، وفوقها بناء بذلك اللبن الحديد إلى رأس الجبل وارتفاعه مد البصر".
"فيكون البناء فوق العتبة 60 ذراعًا وفوق ذلك شرف من حديد، في كل شرفة قرنتان تنثني كل واحدة على الأخرى، طول كل شرفة خمسة أذرع في أربعة، وعليه سبع وثلاثون شرفة، وباب من حديد بمصراعين معلقين عرض كل مصراع 50 ذراعًا في 75 ذراعًا في ثخن خمسة أذرع، وقائمتان في دوارة على قدر العتبة، لا يدخل من الباب ولا الجبل ريح، وعلى الباب قفل طوله سبعة أذرع في غلظ باع في الاستدارة، والقفل لا يحتضنه رجلان وارتفاع القفل من الأرض 25 ذراعًا، وفوق القفل بخمسة أذرع غلق طوله أكثر من طول القفل، وقفيزاه كل واحد ذراعان وعلى الغلق مفتاح معلق طوله ذراع ونصف، وله 21سنًا من الأسنان واستدارة المفتاح 4 أشبار 
معلق في سلسلة ملحومة بالباب طولها 8 أذرع في 4 أشبار، والحلقة التي فيها السلسلة مثل المنجنيق، وعتبة الباب عرضها 10 أذرع في بسط مائة ذراع، ومع الباب حصنان يُكوِّن كل منهما 200 ذراع.
«وفي أحد الحصنين آلة البناء التي بني بها السد، من قدور الحديد ومغارف حديد، وهناك بقية من اللبن الذي التصق ببعضه بسبب الصدأ، ورئيس تلك الحصون يركب في كل يومي إثنين وخميس، وهم يتوارثون ذلك الباب كما يتوارث الخلفاء الخلافة، يقرع الباب قرعًا له دوي، والهدف منه أن يسمعه مَن وراء الباب فيعلموا أن هناك حفظة وأن الباب مازال سليمًا، وعلى مصراع الباب الأيمن مكتوب فإذا جاء وعد ربي جعله دكاء وكان وعد ربي حقًا، والجبل من الخارج ليس له متن ولا سفح، ولا عليه نبات ولا حشيش ولا غير ذلك، وهو جبل مسطح، متسع، قائم أملس أبيض».وبعد تفقد سلام الترجمان للسد انصرف نحو خراسان ومنها إلى طبانوين، ومنها إلى سمرقند في ثمانية أشهر، ومنها إلى أسبيشاب، وعبر نهر بلخ ثم سار إلى شروسنة فبخارى وترمذ ثم إلى نيسابور، ومات من الرجال في الذهاب 22 رجلًا وفي العودة 24 رجلًا.وورد نيسابور وبقي معه من الرجال 14 ومن البغال 23 بغلًا، وعاد إلى سر من رأى (مدينة سامراء في العراق) فأخبر الخليفة بما شاهده.. بعد رحلة استمرت 16 شهرًا ذهابًا و12 شهرًا إيابا.

### التشكيك في رحلة سلام الترجمان
فقد اعتبر المستشرق «دي خويه» رحلته واقعة تاريخية لاشك فيها وأنها جديرة بالاهتمام، 
وأيده في هذا الرأي خبير ثقة في الجغرافيا التاريخية هو «توماشك»، 
وفي الآونة الأخيرة يرى عالم البيزنطيات «فاسيلييف» أن سلامًا نقل ما شاهده في رحلته للخليفة العباسي الذي أوفده لهذه المهمة، 
وبعد أن نقل المستشرق الروسي «كراتشكوفسكي» هذه الآراء مع آراء المشككين في الرحلة، قال: ويلوح لي أن رأي - فاسيلييف - هذا لا يخلو من وجاهة رغمًا من أن وصف الرحلة لا يمكن اعتباره رسالة جغرافية، بل مصنف أدبي يحفل بعناصر نقلية من جهة وانطباعات شخصية صيغت في قالب أدبي من جهة أخرى. ويقول أيضا أن سلام الترجمان وصل بالفعل إلى بحيرة بلكاش، وهي بُحيرة تقع اليوم في كازاخستان، بل تمكّن من الوصول إلى منطقة جنغاريا في الصين اليوم، وأنه ربما اطلع على سور الصين العظيم.